# Забежув (гмина)
Забежув (пол. Zabierzów) — сельская гмина (волость) в Польше, входит как административная единица в Краковский повет, Малопольское воеводство. Население — 22 257 человек (на 2004 год).

## Фотографии

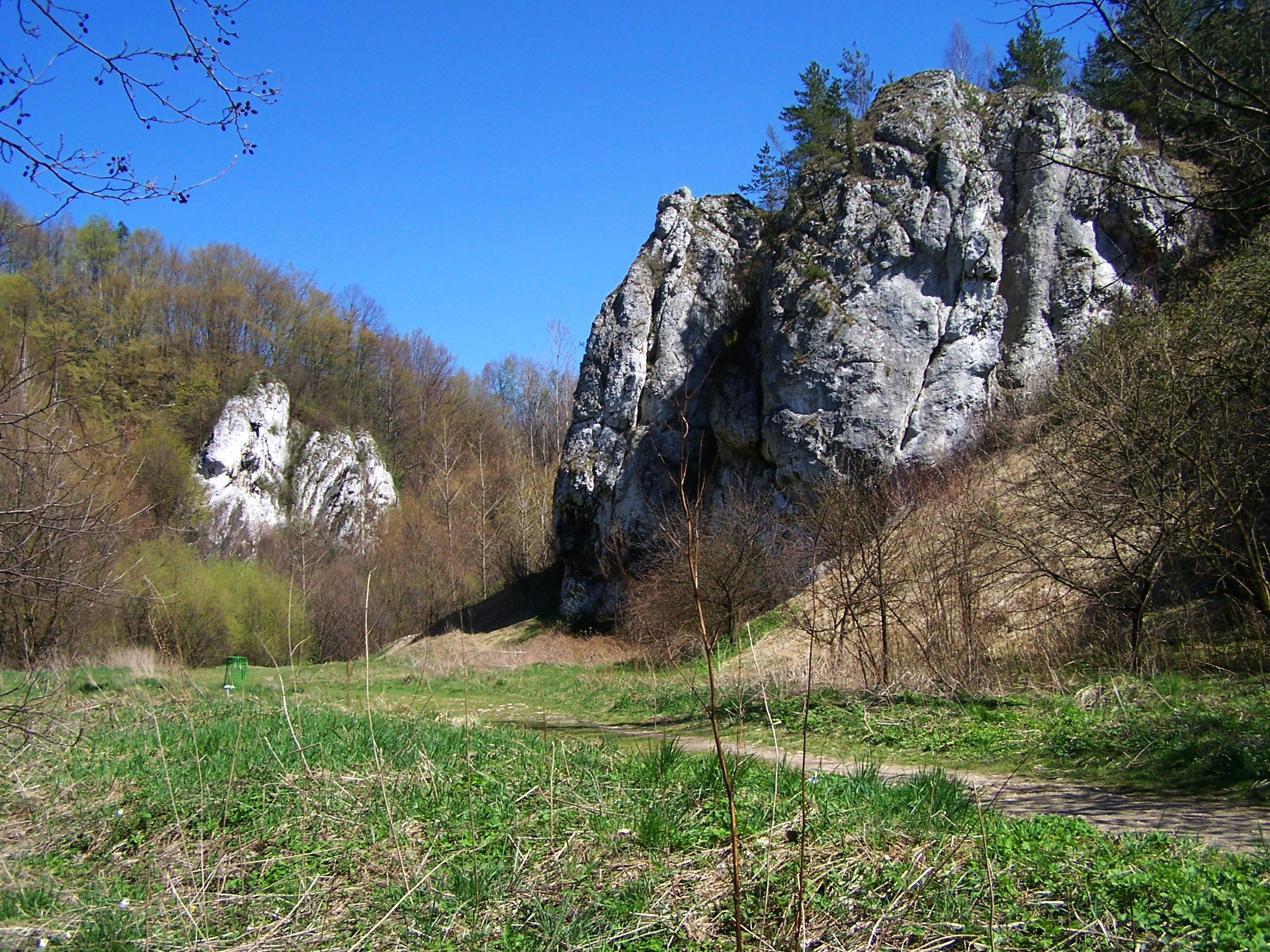
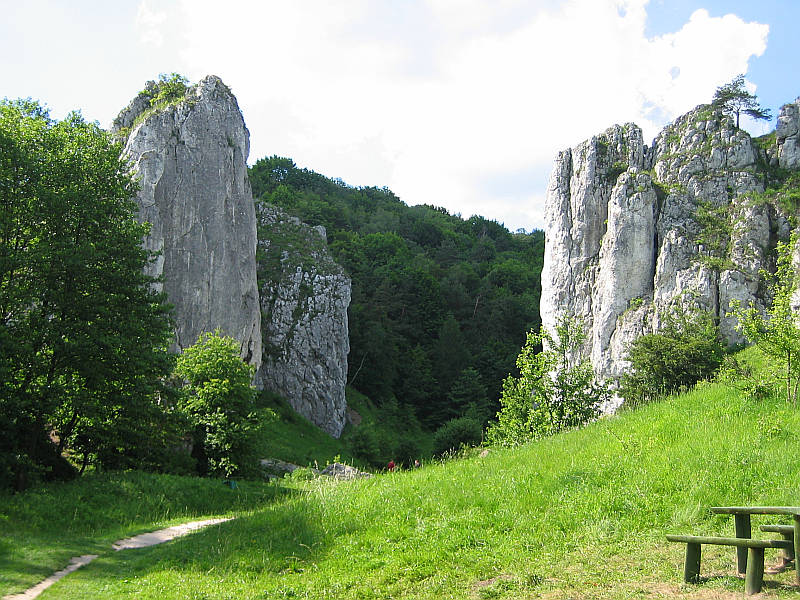
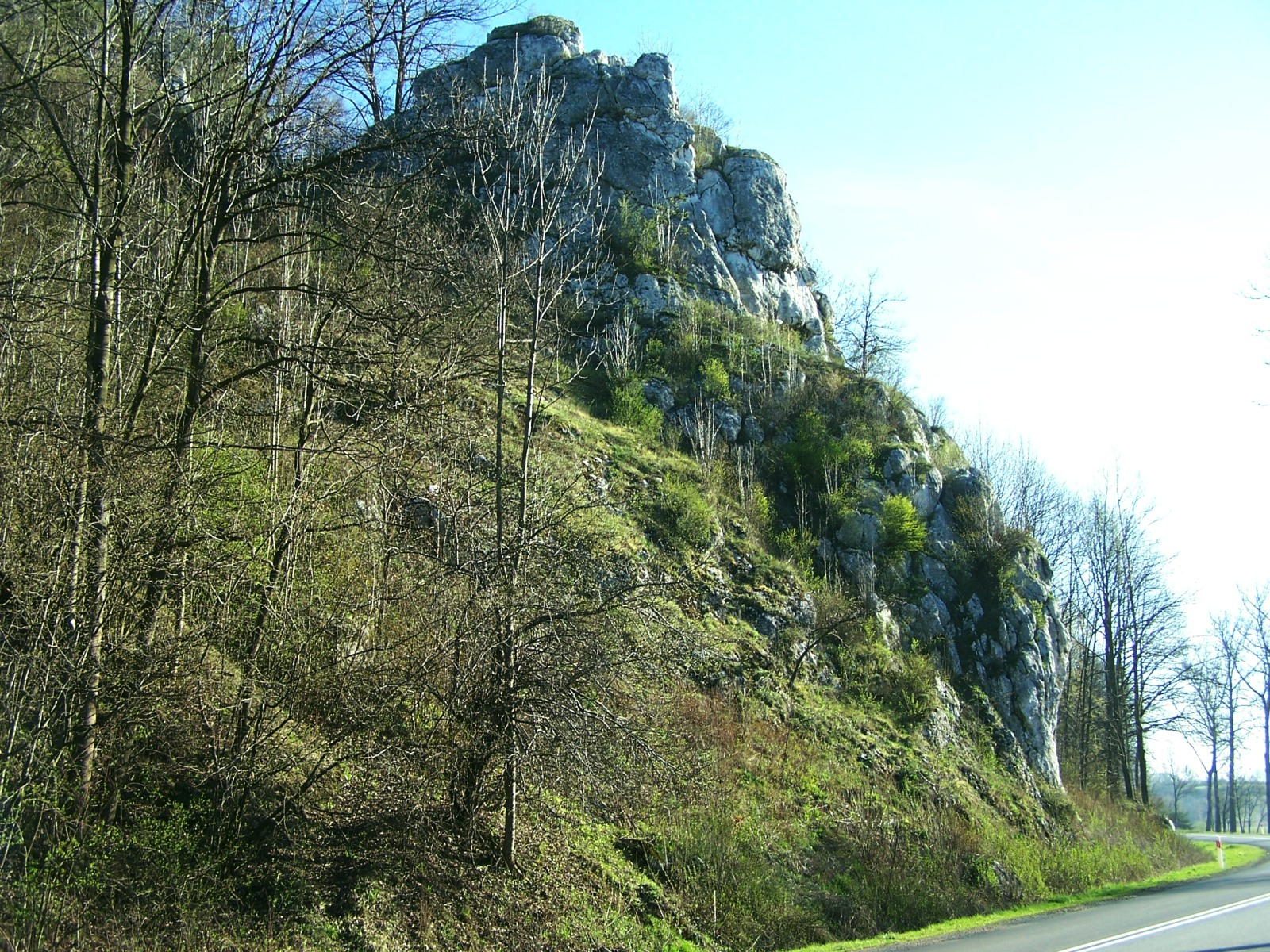

## Демография
| Перепись                       | Всего   | Всего | Женщины | Женщины | Мужчины | Мужчины |
| ------------------------------ | ------- | ----- | ------- | ------- | ------- | ------- |
| Единицы                        | человек | %     | человек | %       | человек | %       |
| Население                      | 22 014  | 100   | 11 424  | 51,9    | 10 590  | 48,1    |
| Плотность населения (чел./км²) | 221     | 221   | 114,7   | 114,7   | 106,3   | 106,3   |

## Поселения
1. Александровице
2. Балице
3. Болеховице
4. Бжезе
5. Бжезинка
6. Бжосквиня
7. Бурув
8. Карнёвице
9. Клещув
10. Кобыляны
11. Коханув
12. Млынка
13. Негошовице
14. Нелепице
15. Писары
16. Радвановице
17. Рудава
18. Жонска
19. Щыглице
20. Уязд
21. Венцковице
22. Забежув
23. Зелькув